# Baszileidész
 nem összetévesztendő ezzel: Baszileosz (Szt. Vazul)
Baszileidész, egyéb átírásokban Baszilidész, Bazilidesz (görög Βασιλείδης) 2. századi görög nyelven alkotó ókeresztény teológus, író, a nevéről elnevezett gnosztikus mozgalom alapítója, mely szekta mintegy két évszázadig állt fenn.
Olyan teológus és filozófus volt, aki a gnoszticizmus felé hajlott. Alexandriában működött Hadrianus és Antoninus Pius császár idején, 117 és 138 között azt állítva, hogy Mátyás és Péter apostol tanítását örökölte.
Péter apostol tolmácsától, Glaukiától vezette le tantételeit, de főként Mátyás apostol „titkos hagyományai” adták tanai alapját. Fő műve az Exegetica, melyben Órigenész szerint a saját evangéliumát foglalta össze, 24 könyvből állt, de elveszett. Készített magyarázatokat a prófétákhoz is. Hippolütosz szerint azt tanította, hogy a legfőbb Isten alatt különböző jóságos világkormányzók helyezkednek el, köztük a zsidók istene. Jézus mennyei világossággal rendelkezett, egybegyűjtötte a kiválasztottakat, akik a legmagasabb mennyei birodalomba emelkednek majd.